# Краснознаменське (Славський район)
Краснознаменське (рос. Краснознаменское) — селище Славського району, Калінінградської області Росії. Входить до складу Большаковського сільського поселення.
Населення — 80 осіб (2015 рік).

## Населення
| 2002 | 2010 |
| ---- | ---- |
| 81   | ↘80  |